# پوانژ
پوانژ (به فرانسوی: Pévange) یک کمون در فرانسه است که در Canton of Château-Salins واقع شده‌است.

## خصوصیات
پوانژ ۱٫۹۴ کیلومترمربع مساحت و ۵۳ نفر جمعیت دارد و ۲۵۰ متر بالاتر از سطح دریا واقع شده‌است.